# Grand Prix de Patinação Artística no Gelo de 2016–17
O Grand Prix de Patinação Artística no Gelo de 2016–17 foi a vigésima segunda temporada do Grand Prix ISU, uma série de competições de patinação artística no gelo disputada na temporada 2016–17. São distribuídas medalhas em quatro disciplinas, individual masculino e individual feminino, duplas e dança no gelo. Os patinadores ganham pontos com base na sua posição em cada evento e os seis primeiros de cada disciplina são qualificados para competir na final do Grand Prix, realizada em Marselha, França.
A competição é organizada pela União Internacional de Patinação (em inglês:  International Skating Union), a série Grand Prix começou em 21 de outubro e continuaram até 11 dezembro de 2016.

## Calendário
A ISU anunciou o seguinte calendário de eventos que ocorrerão no outono de 2016:
| #     | Evento                             | Localização             | Data              | Ref   |
| ----- | ---------------------------------- | ----------------------- | ----------------- | ----- |
| 1     | Skate America de 2016              | Chicago, Estados Unidos | 21–23 de outubro  | [ 2 ] |
| 2     | Skate Canada International de 2016 | Mississauga, Canadá     | 28–30 de outubro  | [ 3 ] |
| 3     | Rostelecom Cup de 2016             | Moscou, Rússia          | 4–6 de novembro   | [ 4 ] |
| 4     | Trophée de France de 2016          | Paris, França           | 11–13 de novembro | [ 5 ] |
| 5     | Cup of China de 2016               | Pequim, China           | 17–20 de novembro | [ 6 ] |
| 6     | NHK Trophy de 2016                 | Sapporo, Japão          | 25–27 de novembro | [ 7 ] |
| Final | Final do Grand Prix de 2016–17     | Marselha, França        | 8–11 de dezembro  | [ 8 ] |

## Medalhistas

### Skate America
| Evento                        | Ouro                                             | Prata                                              | Bronze                                       |
| Individual masculino detalhes | Shoma Uno · Japão                                | Jason Brown · Estados Unidos                       | Adam Rippon · Estados Unidos                 |
| Individual feminino detalhes  | Ashley Wagner · Estados Unidos                   | Mariah Bell · Estados Unidos                       | Mai Mihara · Japão                           |
| Duplas detalhes               | Julianne Séguin · Charlie Bilodeau · Canadá      | Haven Denney · Brandon Frazier · Estados Unidos    | Evgenia Tarasova · Vladimir Morozov · Rússia |
| Dança no gelo detalhes        | Maia Shibutani · Alex Shibutani · Estados Unidos | Madison Hubbell · Zachary Donohue · Estados Unidos | Ekaterina Bobrova · Dmitri Soloviev · Rússia |

### Skate Canada International
| Evento                        | Ouro                                   | Prata                                       | Bronze                                          |
| Individual masculino detalhes | Patrick Chan · Canadá                  | Yuzuru Hanyu · Japão                        | Kevin Reynolds · Canadá                         |
| Individual feminino detalhes  | Evgenia Medvedeva · Rússia             | Kaetlyn Osmond · Canadá                     | Satoko Miyahara · Japão                         |
| Duplas detalhes               | Meagan Duhamel · Eric Radford · Canadá | Yu Xiaoyu · Zhang Hao · China               | Lubov Ilyushechkina · Dylan Moscovitch · Canadá |
| Dança no gelo detalhes        | Tessa Virtue · Scott Moir · Canadá     | Madison Chock · Evan Bates · Estados Unidos | Piper Gilles · Paul Poirier · Canadá            |

### Rostelecom Cup
| Evento                        | Ouro                                         | Prata                                        | Bronze                                       |
| Individual masculino detalhes | Javier Fernández · Espanha                   | Shoma Uno · Japão                            | Oleksii Bychenko · Israel                    |
| Individual feminino detalhes  | Anna Pogorilaya · Rússia                     | Elena Radionova · Rússia                     | Courtney Hicks · Rússia                      |
| Duplas detalhes               | Aliona Savchenko · Bruno Massot · Alemanha   | Natalja Zabijako · Alexander Enbert · Rússia | Kristina Astakhova · Alexei Rogonov · Rússia |
| Dança no gelo detalhes        | Ekaterina Bobrova · Dmitri Soloviev · Rússia | Madison Chock · Evan Bates · Estados Unidos  | Kaitlyn Weaver · Andrew Poje · Canadá        |

### Trophée de France
| Evento                        | Ouro                                             | Prata                                              | Bronze                                 |
| Individual masculino detalhes | Javier Fernández · Espanha                       | Denis Ten · Cazaquistão                            | Adam Rippon · Estados Unidos           |
| Individual feminino detalhes  | Evgenia Medvedeva · Rússia                       | Maria Sotskova · Rússia                            | Wakaba Higuchi · Japão                 |
| Duplas detalhes               | Aliona Savchenko · Bruno Massot · Alemanha       | Evgenia Tarasova · Vladimir Morozov · Rússia       | Vanessa James · Morgan Ciprès · França |
| Dança no gelo detalhes        | Gabriella Papadakis · Guillaume Cizeron · França | Madison Hubbell · Zachary Donohue · Estados Unidos | Piper Gilles · Paul Poirier · Canadá   |

### Cup of China
| Evento                        | Ouro                                             | Prata                                 | Bronze                                          |
| Individual masculino detalhes | Patrick Chan · Canadá                            | Jin Boyang · China                    | Sergei Voronov · Rússia                         |
| Individual feminino detalhes  | Elena Radionova · Rússia                         | Kaetlyn Osmond · Canadá               | Elizaveta Tuktamysheva · Rússia                 |
| Duplas detalhes               | Yu Xiaoyu · Zhang Hao · China                    | Peng Cheng · Jin Yang · China         | Lubov Ilyushechkina · Dylan Moscovitch · Canadá |
| Dança no gelo detalhes        | Maia Shibutani · Alex Shibutani · Estados Unidos | Kaitlyn Weaver · Andrew Poje · Canadá | Alexandra Stepanova · Ivan Bukin · Rússia       |

### NHK Trophy
| Evento                        | Ouro                                   | Prata                                            | Bronze                                  |
| Individual masculino detalhes | Yuzuru Hanyu · Japão                   | Nathan Chen · Estados Unidos                     | Keiji Tanaka · Japão                    |
| Individual feminino detalhes  | Anna Pogorilaya · Rússia               | Satoko Miyahara · Japão                          | Maria Sotskova · Rússia                 |
| Duplas detalhes               | Meagan Duhamel · Eric Radford · Canadá | Peng Cheng · Jin Yang · China                    | Wang Xuehan · Wang Lei · China          |
| Dança no gelo detalhes        | Tessa Virtue · Scott Moir · Canadá     | Gabriella Papadakis · Guillaume Cizeron · França | Anna Cappellini · Luca Lanotte · Itália |

### Final do Grand Prix
| Evento                        | Ouro                                         | Prata                                            | Bronze                                           |
| Individual masculino detalhes | Yuzuru Hanyu · Japão                         | Nathan Chen · Estados Unidos                     | Shoma Uno · Japão                                |
| Individual feminino detalhes  | Evgenia Medvedeva · Rússia                   | Satoko Miyahara · Japão                          | Anna Pogorilaya · Rússia                         |
| Duplas detalhes               | Evgenia Tarasova · Vladimir Morozov · Rússia | Yu Xiaoyu · Zhang Hao · China                    | Meagan Duhamel · Eric Radford · Canadá           |
| Dança no gelo detalhes        | Tessa Virtue · Scott Moir · Canadá           | Gabriella Papadakis · Guillaume Cizeron · França | Maia Shibutani · Alex Shibutani · Estados Unidos |

## Qualificação
|  | Patinadores qualificados para a Final do Grand Prix |
|  | Substitutos                                         |

### Individual masculino
| Classificação | Classificação     | Classificação    | Classificação | Classificação | Classificação | Classificação | Classificação | Classificação | Classificação |
| Pos.          | Nome              | Nacionalidade    | USA           | CAN           | RUS           | FRA           | CHN           | JPN           | Total         |
| ------------- | ----------------- | ---------------- | ------------- | ------------- | ------------- | ------------- | ------------- | ------------- | ------------- |
| 1             | Javier Fernández  | Espanha          | –             | –             | 15            | 15            | –             | –             | 30            |
| 2             | Patrick Chan      | Canadá           | –             | 15            | –             | –             | 15            | –             | 30            |
| 3             | Yuzuru Hanyu      | Japão            | –             | 13            | –             | –             | –             | 15            | 28            |
| 4             | Shoma Uno         | Japão            | 15            | –             | 13            | –             | –             | –             | 28            |
| 5             | Nathan Chen       | Estados Unidos   | –             | –             | –             | 9             | –             | 13            | 22            |
| 6             | Adam Rippon       | Estados Unidos   | 11            | –             | –             | 11            | –             | –             | 22            |
| 7             | Jin Boyang        | China            | 7             | –             | –             | –             | 13            | –             | 20            |
| 8             | Sergei Voronov    | Rússia           | 9             | –             | –             | –             | 11            | –             | 20            |
| 9             | Oleksii Bychenko  | Israel           | –             | –             | 11            | –             | –             | 9             | 20            |
| 10            | Jason Brown       | Estados Unidos   | 13            | –             | –             | –             | –             | 4             | 17            |
| 11            | Max Aaron         | Estados Unidos   | –             | –             | 7             | –             | 9             | –             | 16            |
| 12            | Mikhail Kolyada   | Rússia           | –             | –             | 9             | –             | –             | 7             | 16            |
| 13            | Keiji Tanaka      | Japão            | –             | –             | 4             | –             | –             | 11            | 15            |
| 14            | Denis Ten         | Cazaquistão      | –             | –             | –             | 13            | –             | –             | 13            |
| 15            | Kevin Reynolds    | Canadá           | –             | 11            | –             | –             | –             | –             | 11            |
| 16            | Takahito Mura     | Japão            | –             | 3             | –             | 7             | –             | –             | 10            |
| 17            | Daniel Samohin    | Israel           | –             | 7             | –             | –             | 3             | –             | 10            |
| 18            | Michal Březina    | República Tcheca | –             | 9             | –             | –             | 0             | –             | 9             |
| 19            | Alexander Petrov  | Rússia           | –             | 5             | –             | 4             | –             | –             | 9             |
| 20            | Misha Ge          | Uzbequistão      | –             | 4             | –             | –             | 5             | –             | 9             |
| 21            | Nam Nguyen        | Canadá           | 5             | –             | –             | –             | –             | 3             | 8             |
| 22            | Maxim Kovtun      | Rússia           | 4             | –             | –             | –             | 4             | –             | 8             |
| 23            | Yan Han           | China            | –             | 0             | –             | –             | 7             | –             | 7             |
| 24            | Chafik Besseghier | França           | –             | –             | 3             | 3             | –             | –             | 6             |
| 25            | Jorik Hendrickx   | Bélgica          | 0             | –             | –             | 5             | –             | –             | 5             |
| 26            | Deniss Vasiļjevs  | Letônia          | –             | –             | 0             | –             | –             | 5             | 5             |
| 27            | Elladj Baldé      | Canadá           | –             | –             | 5             | –             | –             | 0             | 5             |
| 28            | Timothy Dolensky  | Estados Unidos   | 3             | –             | –             | –             | –             | –             | 3             |
| 29            | Artur Dmtiriev    | Rússia           | –             | –             | 0             | 0             | –             | –             | 0             |
| 30            | Ross Miner        | Estados Unidos   | –             | 0             | –             | –             | 0             | –             | 0             |
| 31            | Gordei Gorshkov   | Rússia           | –             | –             | 0             | –             | –             | –             | 0             |
| 32            | Liam Firus        | Canadá           | –             | 0             | –             | –             | –             | –             | 0             |
| 33            | Ryuju Hino        | Japão            | –             | –             | –             | –             | –             | 0             | 0             |
| 34            | Brendan Kerry     | Austrália        | 0             | –             | –             | 0             | –             | –             | 0             |
| 35            | Grant Hochstein   | Estados Unidos   | –             | 0             | –             | –             | –             | 0             | 0             |
| 36            | Ivan Righini      | Itália           | –             | –             | –             | 0             | –             | –             | 0             |
| 37            | Alexander Majorov | Suécia           | –             | –             | 0             | –             | –             | –             | 0             |

### Individual feminino
| Classificação | Classificação          | Classificação  | Classificação | Classificação | Classificação | Classificação | Classificação | Classificação | Classificação |
| Pos.          | Nome                   | Nacionalidade  | USA           | CAN           | RUS           | FRA           | CHN           | JPN           | Total         |
| ------------- | ---------------------- | -------------- | ------------- | ------------- | ------------- | ------------- | ------------- | ------------- | ------------- |
| 1             | Evgenia Medvedeva      | Rússia         | –             | 15            | –             | 15            | –             | –             | 30            |
| 2             | Anna Pogorilaya        | Rússia         | –             | –             | 15            | –             | –             | 15            | 30            |
| 3             | Elena Radionova        | Rússia         | –             | –             | 13            | –             | 15            | –             | 28            |
| 4             | Kaetlyn Osmond         | Canadá         | –             | 13            | –             | –             | 13            | –             | 26            |
| 5             | Maria Sotskova         | Rússia         | –             | –             | –             | 13            | –             | 11            | 24            |
| 6             | Satoko Miyahara        | Japão          | –             | 11            | –             | –             | –             | 13            | 24            |
| 7             | Ashley Wagner          | Estados Unidos | 15            | –             | –             | –             | 5             | –             | 20            |
| 8             | Elizaveta Tuktamysheva | Rússia         | –             | 9             | –             | –             | 11            | –             | 20            |
| 9             | Mai Mihara             | Japão          | 11            | –             | –             | –             | 9             | –             | 20            |
| 10            | Wakaba Higuchi         | Japão          | –             | –             | –             | 11            | –             | 9             | 20            |
| 11            | Gabrielle Daleman      | Canadá         | 9             | –             | –             | 9             | –             | –             | 18            |
| 12            | Mariah Bell            | Estados Unidos | 13            | –             | –             | –             | –             | –             | 13            |
| 13            | Li Zijun               | China          | –             | –             | 9             | –             | 3             | –             | 12            |
| 14            | Rika Hongo             | Japão          | –             | 5             | –             | –             | 7             | –             | 12            |
| 15            | Courtney Hicks         | Estados Unidos | –             | –             | 11            | –             | 0             | –             | 11            |
| 16            | Elizabet Tursynbayeva  | Cazaquistão    | –             | –             | 7             | –             | –             | 3             | 10            |
| 17            | Gracie Gold            | Estados Unidos | 7             | –             | –             | 3             | –             | –             | 10            |
| 18            | Park So-youn           | Coreia do Sul  | 3             | –             | –             | 7             | –             | –             | 10            |
| 19            | Karen Chen             | Estados Unidos | –             | –             | –             | –             | 4             | 5             | 9             |
| 20            | Yura Matsuda           | Japão          | –             | –             | 5             | –             | –             | 4             | 9             |
| 21            | Alaine Chartrand       | Canadá         | –             | 7             | –             | –             | –             | 0             | 7             |
| 22            | Mirai Nagasu           | Estados Unidos | –             | 0             | –             | –             | –             | 7             | 7             |
| 23            | Mao Asada              | Japão          | 5             | –             | –             | 0             | –             | –             | 5             |
| 24            | Laurine Lecavelier     | França         | –             | –             | –             | 5             | –             | –             | 5             |
| 25            | Choi Da-bin            | Coreia do Sul  | –             | 4             | –             | –             | –             | 0             | 4             |
| 26            | Nicole Rajičová        | Eslováquia     | –             | –             | 4             | –             | –             | 0             | 4             |
| 27            | Maé-Bérénice Méité     | França         | –             | –             | –             | 4             | –             | –             | 4             |
| 28            | Serafima Sakhanovich   | Rússia         | 4             | –             | –             | –             | –             | –             | 4             |
| 29            | Roberta Rodeghiero     | Itália         | 0             | –             | 3             | –             | –             | –             | 3             |
| 30            | Kim Na-hyun            | Coreia do Sul  | –             | 3             | –             | –             | –             | –             | 3             |
| 31            | Anastasia Galustyan    | Armênia        | –             | –             | 0             | 0             | –             | –             | 0             |
| 32            | Yuka Nagai             | Japão          | –             | 0             | –             | 0             | –             | –             | 0             |
| 33            | Kanako Murakami        | Japão          | 0             | –             | 0             | –             | –             | –             | 0             |
| 34            | Joshi Helgesson        | Suécia         | –             | 0             | –             | –             | 0             | –             | 0             |
| 35            | Angelīna Kučvaļska     | Letônia        | 0             | –             | 0             | –             | –             | –             | 0             |
| 36            | Li Xiangning           | China          | –             | –             | –             | –             | 0             | –             | 0             |
| 37            | Zhao Ziquan            | China          | –             | –             | –             | –             | 0             | –             | 0             |
| 38            | Yulia Lipnitskaya      | Rússia         | –             | –             | 0             | –             | –             | –             | 0             |
| 39            | Alena Leonova          | Rússia         | –             | –             | –             | 0             | –             | –             | 0             |

### Duplas
| Classificação | Classificação                          | Classificação  | Classificação | Classificação | Classificação | Classificação | Classificação | Classificação | Classificação |
| Pos.          | Nome                                   | Nacionalidade  | USA           | CAN           | RUS           | FRA           | CHN           | JPN           | Total         |
| ------------- | -------------------------------------- | -------------- | ------------- | ------------- | ------------- | ------------- | ------------- | ------------- | ------------- |
| 1             | Aliona Savchenko / Bruno Massot        | Alemanha       | –             | 15            | –             | –             | –             | 15            | 30            |
| 2             | Meagan Duhamel / Eric Radford          | Canadá         | –             | –             | 15            | 15            | –             | –             | 30            |
| 3             | Yu Xiaoyu / Zhang Hao                  | China          | –             | 13            | –             | –             | 15            | –             | 28            |
| 4             | Peng Cheng / Jin Yang                  | China          | –             | –             | –             | –             | 13            | 13            | 26            |
| 5             | Evgenia Tarasova / Vladimir Morozov    | Rússia         | 11            | –             | –             | 13            | –             | –             | 24            |
| 6             | Julianne Séguin / Charlie Bilodeau     | Canadá         | 15            | –             | 7             | –             | –             | –             | 22            |
| 7             | Natalja Zabijako / Alexander Enbert    | Rússia         | –             | –             | 13            | 9             | –             | –             | 22            |
| 8             | Haven Denney / Brandon Frazier         | Estados Unidos | 13            | 9             | –             | –             | –             | –             | 22            |
| 9             | Lubov Ilyushechkina / Dylan Moscovitch | Canadá         | –             | 11            | –             | –             | 11            | –             | 22            |
| 10            | Vanessa James / Morgan Ciprès          | França         | 9             | –             | –             | 11            | –             | –             | 20            |
| 11            | Wang Xuehan / Wang Lei                 | China          | –             | –             | –             | –             | 9             | 11            | 20            |
| 12            | Kristina Astakhova / Alexei Rogonov    | Rússia         | 7             | –             | 11            | –             | –             | –             | 18            |
| 13            | Tarah Kayne / Daniel O'Shea            | Estados Unidos | 5             | –             | –             | –             | –             | 9             | 14            |
| 14            | Yuko Kavaguti / Alexander Smirnov      | Rússia         | –             | 7             | –             | –             | 5             | –             | 12            |
| 15            | Nicole Della Monica / Matteo Guarise   | Itália         | –             | 5             | –             | –             | 7             | –             | 12            |
| 16            | Miriam Ziegler / Severin Kiefer        | Áustria        | –             | –             | –             | 5             | –             | 5             | 10            |
| 17            | Valentina Marchei / Ondřej Hotárek     | Itália         | 0             | –             | 9             | –             | –             | –             | 9             |
| 18            | Marissa Castelli / Mervin Tran         | Estados Unidos | 0             | –             | –             | 7             | –             | –             | 7             |
| 19            | Mari Vartmann / Ruben Blommaert        | Alemanha       | –             | –             | –             | –             | 0             | 7             | 7             |
| 20            | Camille Ruest / Andrew Wolfe           | Canadá         | –             | –             | 5             | –             | –             | –             | 5             |
| 21            | Alisa Efimova / Alexander Korovin      | Rússia         | –             | –             | 0             | –             | –             | –             | 0             |
| 22            | Sumire Suto / Francis Boudreau-Audet   | Japão          | –             | –             | –             | –             | –             | 0             | 0             |
| 23            | Brittany Jones / Joshua Reagan         | Canadá         | –             | 0             | –             | –             | –             | –             | 0             |
| 24            | Jessica Pfund / Joshua Santillan       | Estados Unidos | –             | –             | –             | –             | 0             | –             | 0             |
| 25            | Goda Butkutė / Nikita Ermolaev         | Lituânia       | –             | –             | 0             | –             | –             | –             | 0             |

### Dança no gelo
| Classificação | Classificação                                | Classificação    | Classificação | Classificação | Classificação | Classificação | Classificação | Classificação | Classificação |
| Pos.          | Nome                                         | Nacionalidade    | USA           | CAN           | RUS           | FRA           | CHN           | JPN           | Total         |
| ------------- | -------------------------------------------- | ---------------- | ------------- | ------------- | ------------- | ------------- | ------------- | ------------- | ------------- |
| 1             | Tessa Virtue / Scott Moir                    | Canadá           | –             | 15            | –             | –             | –             | 15            | 30            |
| 2             | Maia Shibutani / Alex Shibutani              | Estados Unidos   | 15            | –             | –             | –             | 15            | –             | 30            |
| 3             | Gabriella Papadakis / Guillaume Cizeron      | França           | –             | –             | –             | 15            | –             | 13            | 28            |
| 4             | Ekaterina Bobrova / Dmitri Soloviev          | Rússia           | 11            | –             | 15            | –             | –             | –             | 26            |
| 5             | Madison Chock / Evan Bates                   | Estados Unidos   | –             | 13            | 13            | –             | –             | –             | 26            |
| 6             | Madison Hubbell / Zachary Donohue            | Estados Unidos   | 13            | –             | –             | 13            | –             | –             | 26            |
| 7             | Kaitlyn Weaver / Andrew Poje                 | Canadá           | –             | –             | 11            | –             | 13            | –             | 24            |
| 8             | Piper Gilles / Paul Poirier                  | Canadá           | –             | 11            | –             | 11            | –             | –             | 22            |
| 9             | Anna Cappellini / Luca Lanotte               | Itália           | –             | 9             | –             | –             | –             | 11            | 20            |
| 10            | Alexandra Stepanova / Ivan Bukin             | Rússia           | –             | 7             | –             | –             | 11            | –             | 18            |
| 11            | Charlène Guignard / Marco Fabbri             | Itália           | 9             | –             | 9             | –             | –             | –             | 18            |
| 12            | Victoria Sinitsina / Nikita Katsalapov       | Rússia           | –             | –             | –             | –             | 9             | 7             | 16            |
| 13            | Elena Ilinykh / Ruslan Zhiganshin            | Rússia           | 7             | –             | –             | 9             | –             | –             | 16            |
| 14            | Kaitlin Hawayek / Jean-Luc Baker             | Estados Unidos   | –             | 5             | –             | –             | –             | 9             | 14            |
| 15            | Isabella Tobias / Ilia Tkachenko             | Israel           | 5             | –             | –             | 7             | –             | –             | 12            |
| 16            | Marie-Jade Lauriault / Romain Le Gac         | França           | –             | –             | –             | 5             | –             | 5             | 10            |
| 17            | Natalia Kaliszek / Maksym Spodyriev          | Polônia          | –             | –             | –             | –             | 7             | 0             | 7             |
| 18            | Tiffany Zahorski / Jonathan Guerreiro        | Rússia           | –             | –             | 7             | –             | –             | –             | 7             |
| 19            | Elliana Pogrebinsky / Alex Benoit            | Estados Unidos   | 0             | –             | 5             | –             | –             | –             | 5             |
| 20            | Wang Shiyue / Liu Xinyu                      | China            | –             | 0             | –             | –             | 5             | –             | 5             |
| 21            | Laurence Fournier Beaudry / Nikolaj Sørensen | Dinamarca        | –             | 0             | 0             | –             | –             | –             | 0             |
| 22            | Anastasia Cannuscio / Colin McManus          | Estados Unidos   | –             | –             | –             | –             | 0             | 0             | 0             |
| 23            | Oleksandra Nazarova / Maxim Nikitin          | Ucrânia          | –             | –             | –             | 0             | –             | –             | 0             |
| 24            | Alisa Agafonova / Alper Uçar                 | Turquia          | 0             | –             | 0             | –             | –             | –             | 0             |
| 25            | Kana Muramoto / Chris Reed                   | Japão            | 0             | –             | –             | –             | –             | r             | 0             |
| 26            | Alexandra Paul / Mitchell Islam              | Canadá           | –             | 0             | –             | –             | r             | –             | 0             |
| 27            | Cortney Mansour / Michal Češka               | República Tcheca | –             | –             | –             | 0             | –             | –             | 0             |
| 28            | Song Linshu / Sun Zhuoming                   | China            | –             | –             | –             | –             | 0             | –             | 0             |
| 29            | Sofia Evdokimova / Egor Bazin                | Rússia           | –             | –             | 0             | –             | –             | –             | 0             |
| 30            | Lorenza Alessandrini / Pierre Souquet        | França           | –             | –             | –             | 0             | –             | –             | 0             |
| 31            | Emi Hirai / Marien de la Asuncion            | Japão            | –             | –             | –             | –             | –             | 0             | 0             |
| 32            | Chen Hong / Zhao Yan                         | China            | –             | –             | –             | –             | 0             | –             | 0             |
| 33            | Viktoria Kavaliova / Yurii Bieliaiev         | Bielorrússia     | –             | –             | 0             | 0             | –             | –             | 0             |
| 34            | Yura Min / Alexander Gamelin                 | Coreia do Sul    | 0             | –             | –             | –             | –             | –             | 0             |
| 35            | Cecilia Törn / Jussiville Partanen           | Finlândia        | –             | 0             | –             | –             | –             | –             | 0             |

## Quadro de medalhas
| Ordem | País           | Medalha de ouro | Medalha de prata | Medalha de bronze |    | Ordem por total |
| ----- | -------------- | --------------- | ---------------- | ----------------- | -- | --------------- |
| 1     | Rússia         | 8               | 4                | 8                 | 20 | 1               |
| 2     | Canadá         | 8               | 3                | 7                 | 18 | 2               |
| 3     | Estados Unidos | 3               | 9                | 4                 | 16 | 3               |
| 4     | Japão          | 3               | 4                | 5                 | 12 | 4               |
| 5     | Alemanha       | 2               |                  |                   | 2  | 7               |
| 5     | Espanha        | 2               |                  |                   | 2  | 7               |
| 7     | China          | 1               | 5                | 1                 | 7  | 5               |
| 8     | França         | 1               | 2                | 1                 | 4  | 6               |
| 9     | Cazaquistão    |                 | 1                |                   | 1  | 9               |
| 10    | Israel         |                 |                  | 1                 | 1  | 9               |
| 10    | Itália         |                 |                  | 1                 | 1  | 9               |
| TOTAL | TOTAL          | 28              | 28               | 28                | 84 | —               |